# Chialamberto
Chialamberto là một đô thị ở tỉnh Torino trong vùng Piedmont, có vị trí cách khoảng 45 km về phía tây bắc của Torino, nước Ý. Tại thời điểm ngày 31 tháng 12 năm 2004, đô thị này có dân số 357 người và diện tích là 35,1 km².
Chialamberto giáp các đô thị: Locana, Noasca, Groscavallo, Cantoira, Ceres, và Ala di Stura.